# Opisthograptis apicolutea
Opisthograptis apicolutea là một loài bướm đêm trong họ Geometridae.